# Congregació Benedictina de Subiaco-Montecassino
La Congregació benedictina de Subiaco-Montecassino, o Congregació Sublancenca Cassinesa (en llatí Congregatio Sublacensis Casinensis) és una de les congregacions monàstiques de dret pontifici que constitueixen l'Orde de Sant Benet.
La Congragació sorgí de la unió de la Congregació de Subiaco o sublancenca (1872) i la Congregació de Montecassino o cassinesa (1408), unió que fou sancionada amb el decret de 10 de febrer de 2013. A finals 2015 la congregació comptava amb 77 cases i 1.228 membres, dels quals 517 eren sacerdots.
Entre els Monestirs que pertanyen a aquesta congregació s'hi troben tres monestirs catalans: el Monestir de Santa Maria de Montserrat (Bages), el Monestir de Sant Miquel de Cuixà (Conflent) i el Santuari del Miracle (Solsonès)
El 5 de setembre de 2024 el capítol general, en sessió plenària a l'Abadia de Montserrat, escollí el P. Ignasi M. Fossas i Colet com a nou Abat President de la Congregació.